# Tyrulių pelkė
Tyrulių pelkė este o arie protejată (arie de protecție specială avifaunistică — SPA) din Lituania întinsă pe o suprafață de 3.698,5 ha, integral pe uscat.

## Localizare
Centrul sitului Tyrulių pelkė este situat la coordonatele 55°45′28″N 23°17′23″E / 55.7578°N 23.2897°E.

## Înființare
Situl Tyrulių pelkė a fost declarat arie de protecție specială avifaunistică în aprilie 2004 pentru a proteja 6 specii de animale.

## Biodiversitate
Situată în ecoregiunea boreală, aria protejată nu include niciun habitat protejat.
La baza desemnării sitului se află mai multe specii protejate de  păsări (6): acvilă țipătoare mică (Aquila pomarina), buhai de baltă (Botaurus stellaris), erete de stuf (Circus aeruginosus), cocor (Grus grus), cresteț cenușiu (Porzana parva), cresteț pestriț (Porzana porzana).